# Inondation du fleuve Jaune de 1938
L'inondation du fleuve Jaune de 1938 (花园口决堤事件, huāyuán kǒu juédī shìjiàn) est provoquée par le Kuomintang dans le Centre de la Chine au début de la Seconde Guerre sino-japonaise pour tenter d'arrêter la rapide avancée des forces japonaises. Elle est considérée comme le « plus grand désastre écologique militaire de l'histoire  ».

## La décision stratégique et l'inondation
Au début de la Seconde Guerre sino-japonaise en 1937, l'Armée impériale japonaise marche rapidement en direction du cœur du territoire chinois. En juin 1938, les Japonais contrôlent tout le Nord de la Chine. Le 6 juin, ils capturent Kaifeng, la capitale du Henan, et menacent de prendre Zhengzhou, à la jonction de la voie ferrée Pékin-Canton (en) et de la voie ferrée Longhai (en), et les succès japonais mettent directement en danger les importantes villes de Wuhan et de Xi'an.
Pour arrêter l'avancée japonaise vers l'Ouest et le Sud de la Chine, Tchang Kaï-chek, sur suggestion de Chen Guofu, décide d'ouvrir les digues du fleuve Jaune près de Zhengzhou. Le plan initial est de détruire la digue à Zhaokou, mais en raison des difficultés de localisation, la digue est détruite les 5 et 7 juin à Huayuankou (en), sur la rive sud. Les eaux inondent le Henan, l'Anhui, et le Jiangsu. Elles recouvrent et détruisent des milliers d'hectares agricoles et déplacent l'embouchure du fleuve Jaune à des centaines de kilomètres plus au sud. Des milliers de villages sont détruits et plusieurs millions d'habitants se retrouvent sans abris et deviennent réfugiés. Une commission officielle nationaliste d'après-guerre estime que 800 000 Chinois furent noyés, un chiffre qui semble sous-évalué.

## Controverse sur la stratégie

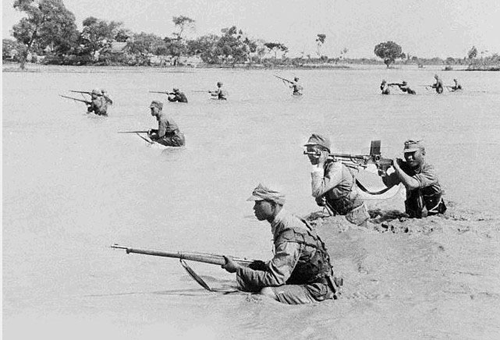
Troupes chinoises franchissant le fleuve.

La valeur stratégique de l'inondation est remise en question. Les troupes japonaises sont alors hors de portée, que ce soit au nord, à l'est, ou au sud. Leur avancée vers Zhengzhou est stoppée, mais elles prennent Wuhan en octobre en attaquant de plusieurs directions. Les Japonais n'occupent totalement le Henan qu'à la fin de la guerre et leur contrôle de l'Anhui et du Jiangsu reste précaire. La plupart des villes et des lignes de transport des régions inondées sont déjà capturées par les Japonais et, après l'inondation, ils ne peuvent consolider leur contrôle sur ces zones, et de grandes parties sont touchées par une guérilla.

## Controverse sur le nombre de victimes

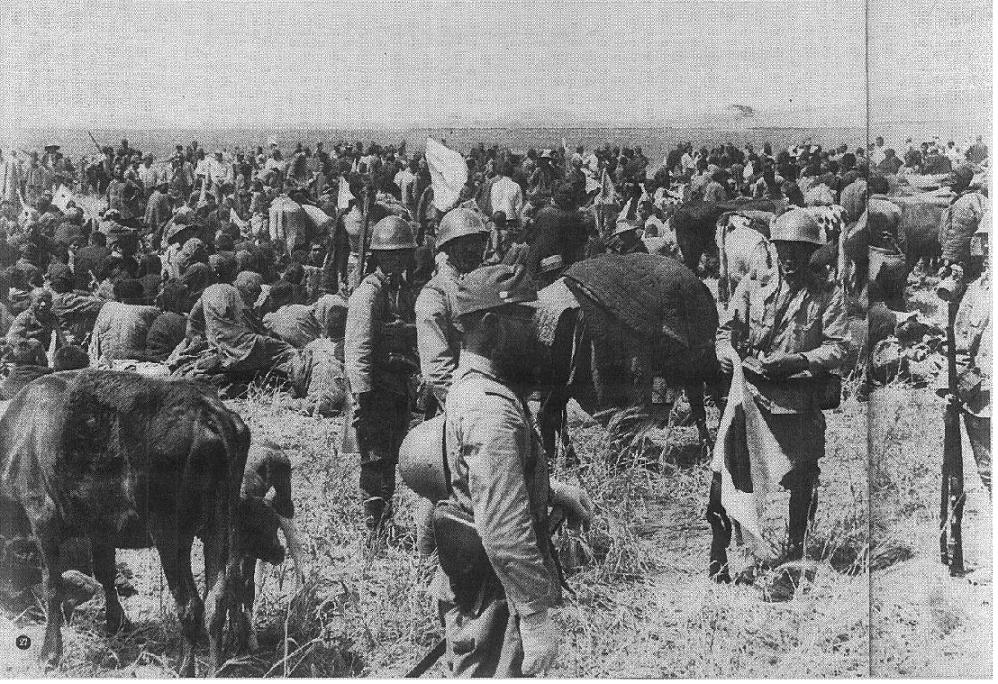
Rescapés secourus par l'Armée impériale japonaise.

Le nombre de victimes de l'inondation reste disputé et fut révisé par le gouvernement chinois et d'autres chercheurs dans les décennies suivantes. Il est impossible d'évaluer le nombre exact : les fonctionnaires avaient déjà fui, laissant la zone sans contrôle du gouvernement, et aucun ne put comptabiliser les victimes. Dans les batailles entre les bandits, les nationalistes, les communistes, et les Japonais, le dénombrement des victimes n'était pas une grande priorité. Le gouvernement, après avoir d'abord prétendu que la brèche avait été causée par les bombardements japonais, utilisa les fortes pertes pour démontrer l'importance du sacrifice demandé au peuple chinois. Il prétendit que 12 millions de personnes avaient été affectées par l'inondation et, en 1948, le nombre de morts fut estimé à 800 000. Un rapport officiel de 1994 de la République populaire de Chine estime le nombre de morts à 900 000 et le nombre de réfugiés à près de 10 millions. Les historiens étudiant les archives donnent des chiffres beaucoup plus bas : 400 000–500 000 morts, 3 millions de réfugiés, et 5 millions de personnes affectées (une autre estimation porte le nombre de morts à 500 000, et le nombre de sans-abris à 500 000 aussi).

## Conséquences

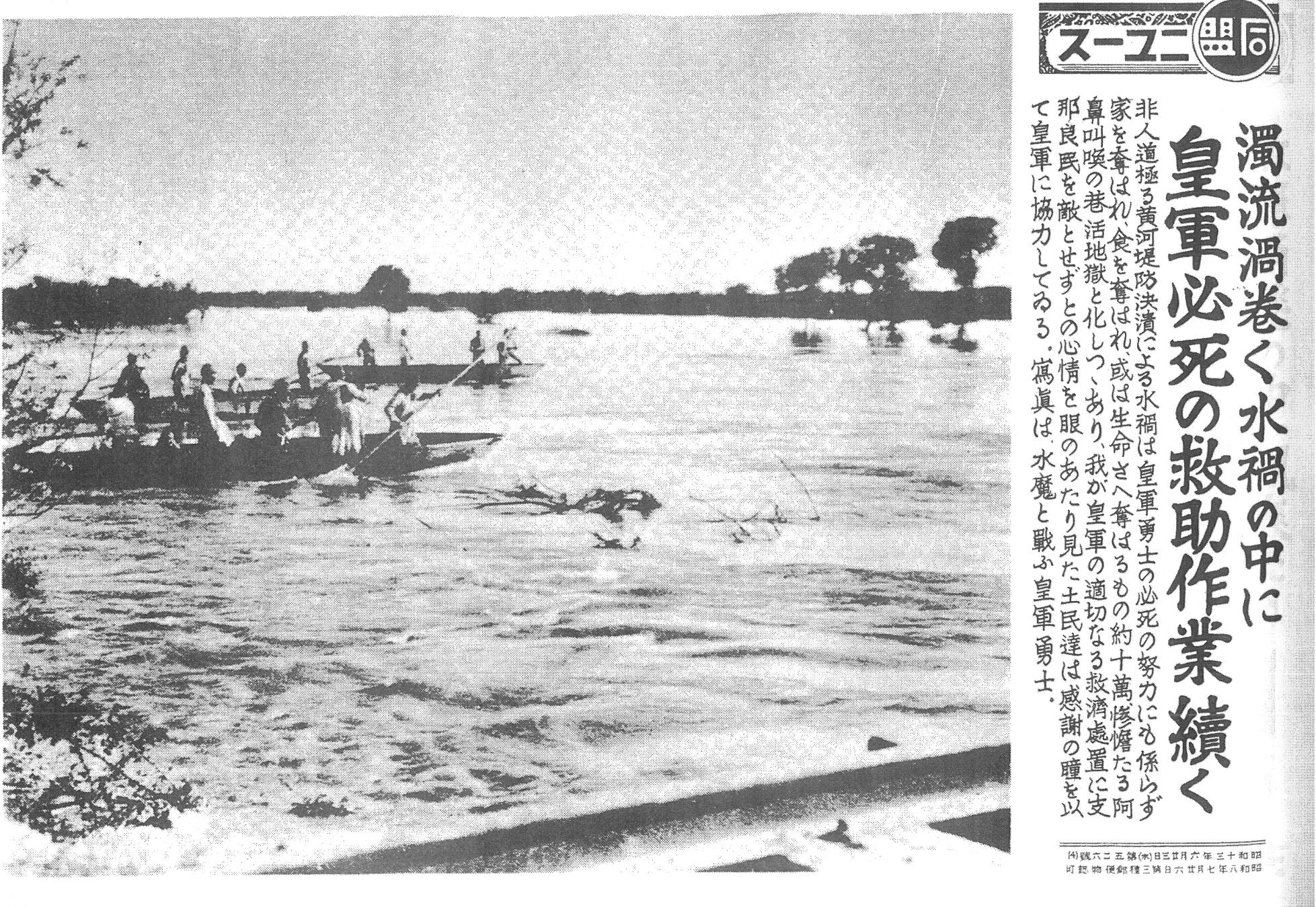
Photographie présentant des forces japonaises portant secours à des habitants de la zone inondée.

Hormis le nombre de morts important, les zones inondées continuent d'être affectées pendant des années. Elles sont plus ou moins abandonnées et toutes les récoltes sont détruites. Après le retrait des eaux, la plupart des terres restaient incultivables car les sols étaient couverts de limon. Beaucoup de structures publiques et de logements furent aussi détruits, laissant les survivants démunis. Les canaux d'irrigation furent de plus détruits.
Les destructions eurent un effet négatif sur la population chinoise. Incapables de désigner clairement qui était pleinement responsable de la catastrophe (le gouvernement nationaliste ou les envahisseurs japonais), les survivants accusèrent les deux côtés. Les zones inondées devinrent de grandes régions de recrutement pour les communistes qui utilisèrent la colère locale pour amener les survivants à leur cause. Dans les années 1940, les régions sont un haut lieu de la guérilla connu sous le nom de « zone de Yuwansu ».
Les digues ne furent reconstruites qu'en 1946 et 1947 et le fleuve Jaune retourna dans son lit d'origine. Il est néanmoins important de noter que la brèche apporta un grand soutien de la population aux communistes dans le Nord.